# Тарасов, Сергей Михайлович
Сергей Михайлович Тарасов (6 июля 1904, п. Абастумани, Тифлисская губерния, Российская империя — 12 февраля 1992, Могилев, БССР, СССР) — советский военачальник, генерал-майор (11.07.1945).

## Биография
Родился 6 июля 1904 года в поселке Абастумани, ныне в Адигенском муниципалитете Грузии. Русский.

### Гражданская война
С июля 1917 года по май 1918 года служил бойцом-санитаром в отряде самообороны города Грозный. С организацией РККА с мая 1918 года был санитаром в Пролетарском батальоне Грозненской Красной армии. 17 декабря 1919 года был демобилизован и проживал в городе Грозный. В марте 1921 года на ст. Первомайск добровольно вступил агентом в отдел дорожно-транспортной ЧК.

### Межвоенные годы
В сентябре 1922 года направлен на учебу в кавалерийскую школу им. С. М. Буденного в г. Елисаветград, после ее окончании в августе 1925	года назначен командиром взвода в 15-й кавалерийский полк 3-й Бессарабской кавалерийской дивизии им. Г. И. Котовского УВО в городе Бердичев.
С декабря 1926 года проходил службу помощником начальника заставы в 53-м Даурском пограничном отряде, с февраля 1927 года командовал взводом в составе 70-го отдельного дивизиона войск ОГПУ Читинского округа. С апреля 1927 года был помощником начальника заставы, затем уполномоченным комендатуры 54-го Нерчинского кавалерийского пограничного отряда. В его составе принимал участие в конфликте на КВЖД. Постановлением Нерчинского заводского райисполкома от 10 апреля 1931 года «за отличное поведение в бою, примерный героизм с белокитайцами» Тарасов был награжден серебряным портсигаром и грамотой. В феврале 1931 года переведен в 55-й пограничный отряд ДВВО, где исполнял должность инструктора по строевой подготовке и помощника начальника отряда по строевой части. Приказом ОГПУ Дальневосточного края № 487 от 02.07.1933 в честь 15-й годовщины ВЧК — ОГПУ он был награжден боевым оружием. С августа 1933 года исполнял должность помощника начальника по строевой части 63-го Биробиджанского кавалерийского пограничного отряда, с июня 1934 года служил в той же должности в 56-м пограничном отряде. Решением Амурского облисполкома от 11 июля 1934 года за хорошую боевую подготовку отряда он был награжден серебряными часами и грамотой. С 15 мая 1935 года по 29 декабря 1936 года Тарасов проходил обучение в Высшей пограничной школе НКВД. После окончания он был назначен в штаб пограничных войск НКВД Казахстанского округа в года Алма-Ата, где занимал должности старшего инспектора 1-го отделения отдела боевой подготовки и вооружения, старшего помощника начальника 1-го отделения 3-го отдела, врид начальника и старшего помощника начальника 2-го отделения 3-го отдела. В 1941 году окончил факультет заочного обучения Военной академии РККА им. М. В. Фрунзе.

### Великая Отечественная война
С началом войны в августе 1941 года майор Тарасов был утвержден в должности начальника 2-го отделения 3-го отдела штаба пограничных войск НКВД Казахстанского округа.
В ноябре 1942 года направлен на формирование Среднеазиатской стрелковой дивизии, в период с 15 по 24 ноября временно командовал дивизией. 6 декабря 1942 года был утвержден в должности начальника штаба дивизии. 7 февраля 1943 года она была переименована в 162-ю Среднеазиатскую стрелковую дивизию и направлена на Центральный фронт. В начале апреля отстранен от должности «как не справившийся с работой» и зачислен в распоряжение Военного совета 70-й армии.
Приказом по войскам Центрального фронта от 15 июня 1943 года полковник Тарасов был допущен к исполнению должности начальника штаба 137-й стрелковой дивизии. Участвовал с ней в Курской битве, в отражении наступления частей 9-й немецкой армии, пытавшейся прорваться к Курску с севера, затем в Орловской наступательной операции. С октября 1943 года дивизия входила в 50-ю армию Белорусского фронта и принимала участие в освобождении Левобережной Украины, в Гомельско-Речицкой наступательной операции и битве за Днепр. 28 декабря 1943 года Тарасов был тяжело контужен. С 13 февраля 1944 года исполнял должность командира 137-й стрелковой дивизии. 2 апреля 1944 года за невыполнение боевой задачи он был отстранен от должности и зачислен в резерв Военного совета 50-й армии, затем в том же месяце допущен к исполнению должности заместителя начальника штаба армии по ВПУ.
С 20 мая 1944 года исполнял должность командира 110-й стрелковой дивизии. С конца июня ее части в составе 38-го стрелкового корпуса 50-й армии 2-го Белорусского фронта принимали участие в Белорусской наступательной операции. В ходе Могилевской наступательной операции дивизия форсировала реку Днепр в районе Борколабова, прорвала оборону противника и заняла 10 нас. пунктов. Приказом ВГК от 10 июля 1944 года за отличие в боях при форсировании реки Днепр и овладение городом Шклов ей было присвоено наименование «Верхнеднепровская». Продолжая наступление, она форсировала реки Друть, Березина и 2 июля освободила город Червень (Минская операция). 3 июля 1944 года дивизия первой из войск 2-го Белорусского фронта вступила в столицу Белоруссии — город Минск. В последующем ее части вели упорные бои с частями противника, пытавшимися вырваться из окружения. Иногда в день приходилось отбивать до 10 контратак. Всего за месяц наступления было пройдено до 700 км, в боях уничтожено около 5000 вражеских солдат и офицеров и до 2000 человек взято в плен, в том числе один генерал — командир 260-й пехотной дивизии. В последующем дивизия в составе 50-й и 49-й армий 2-го Белорусского фронта принимала участие в Вильнюсской и Белостокской наступательных операциях. С 27 июля по 20 августа 1944 года она не имела соприкосновения с противником, затем в составе 49-й армии вела успешные боевые действия на подступах к границе Восточной Пруссии. За отличия в боях при овладении городом Ломжа приказом ВГК от 22.09.1944 1291-му стрелковому полку дивизии было присвоено наименование «Ломжинский». В середине сентября дивизия была выведена в резерв фронта и сосредоточена в районе городе Гродно. С 20 октября она вновь вошла в подчинение 50-й армии и до конца года находилась в обороне в районе города Августов. С 22 января 1945 года дивизия в составе 69-го стрелкового корпуса этой же армии 2-го Белорусского, а с 11 февраля — 3-го Белорусского фронта принимала участие в Восточно-Прусской наступательной операции. В феврале ее части вели наступательные бои у города Хейльсберг, к 5 марта вышли в район Бенкенвальде и в середине марта заняли оборону на подступах к городу Кенигсберг. В апреле 1945 года в ходе Кенигсбергской наступательной операции они приняли участие в штурме города и крепости Кенигсберг.
За время войны комдив Тарасов был четыре раза персонально упомянут в благодарственных в приказах Верховного Главнокомандующего

### Послевоенное время
После войны генерал-майор Тарасов продолжал командовать этой же 110-й стрелковой дивизией. До августа 1945 года она дислоцировалась в Кенигсберге, затем принимала участие в операции по ликвидации бандформирований в Августовских лесах. В октябре 1945 года дивизия была передислоцирована в город Ворошиловград и включена в состав ХВО. С марта 1946 года проходил обучение на ВАК при Высшей военной академии им. К. Е. Ворошилова. В марте 1947 года с отличием окончил курсы и был назначен начальником штаба 9-го стрелкового Бранденбургского Краснознаменного корпуса в ГСОВГ. С сентября 1949 года исполнял должность начальника штаба — заместителя командира 6-го стрелкового корпуса Донского ВО. С июня 1950 года был начальником штаба — 1-м заместителя командира 35-го гвардейского стрелкового Прутского корпуса ПрикВО, с января 1952 года — заместитель командира 41-го стрелкового корпуса БВО. С января 1954 года исполнял должность старшего военного советника командира армейского корпуса Войска польского. В апреле — июне 1955 года состоял в распоряжении 10-го управления Генштаба, затем был назначен старшим военным советником командира стрелкового корпуса Чехословацкой армии. 24 ноября 1956 года гвардии генерал-майор Тарасов уволен в запас.

## Награды
- орден Ленина (21.02.1945)[5][6]
- четыре ордена Красного Знамени (24.09.1943[7], 03.11.1944[8][6], 21.02.1945[9], 15.11.1950[6])
- орден Кутузова II степени (10.04.1945)[10]
- орден Отечественной войны I степени (06.04.1985)[11]
  - медали в том числе:
  - «За боевые заслуги» (28.10.1967)[12]
  - «XX лет Рабоче-Крестьянской Красной Армии» (1938)[10]
  - «За победу над Германией в Великой Отечественной войне 1941—1945 гг.» (1945)
  - «За взятие Кёнигсберга» (04.12.1945)[13]
  - «Ветеран Вооружённых Сил СССР» (1976)

Приказы (благодарности) Верховного Главнокомандующего в которых отмечен С. М. Тарасов.
- За овладение городом и крепостью Остроленка — важным опорным пунктом обороны немцев на реке Нарев. 6 сентября 1944 года № 184.
- За освобождение города и крепости Ломжа — важного опорного пункта обороны немцев на реке Нарев. 13 сентября 1944 года № 186.
- За прорыв мощной, долговременной, глубоко эшелонированной обороны противника в районе Мазурских озёр, считавшейся у немцев с времен первой мировой войны неприступной системой обороны, и овладение городами Бартен, Дренгфурт, Растенбург, Раин, Николайкен, Рудшанни, Пуппен, Бабинтен, Теервиш, превращёнными немцами в сильные опорные пункты обороны. 27 января 1945 года. № 258.
- За завершение разгрома кёнигсбергской группы немецких войск и овладение штурмом крепостью и главным городом Восточной Пруссии Кенигсберг — стратегически важным узлом обороны немцев на Балтийском море. 9 апреля 1945 года. № 333.